# Јасеновац Загорски
Јасеновац Загорски је насељено место у општини Крапинске Топлице, Крапинско-загорска жупанија, Хрватска.

## Историја
До територијалне реорганизације у Хрватској био је у саставу старе општине Забок.

## Становништво
У попису становништва из 2011. године, Јасеновац Загорски је имао 72 становника.
| Број становника према пописима | Број становника према пописима | Број становника према пописима | Број становника према пописима | Број становника према пописима | Број становника према пописима | Број становника према пописима | Број становника према пописима | Број становника према пописима | Број становника према пописима | Број становника према пописима | Број становника према пописима | Број становника према пописима | Број становника према пописима | Број становника према пописима | Број становника према пописима |
| ------------------------------ | ------------------------------ | ------------------------------ | ------------------------------ | ------------------------------ | ------------------------------ | ------------------------------ | ------------------------------ | ------------------------------ | ------------------------------ | ------------------------------ | ------------------------------ | ------------------------------ | ------------------------------ | ------------------------------ | ------------------------------ |
| 1857                           | 1869                           | 1880                           | 1890                           | 1900                           | 1910                           | 1921                           | 1931                           | 1948                           | 1953                           | 1961                           | 1971                           | 1981                           | 1991                           | 2001                           | 2011                           |
| 46                             | 0                              | 0                              | 263                            | 290                            | 302                            | 270                            | 272                            | 304                            | 285                            | 231                            | 227                            | 149                            | 119                            | 94                             | 72                             |

Напомена: Од 1857. до 1900. исказивано под именом Јесеновец, од 1910. до 1948. Јесеновец Загорски, а од 1953. до 1971. године Јасеновец Загорски. Године 1869. и 1880. подаци су садржани у насељу Клоковец.